# Miguel Ángel Hoyos
Miguel Ángel Hoyos Guzmán (Santa Cruz de la Sierra, 11 de marzo de 1981) es un futbolista boliviano. Juega como defensa en Libertad Gran Mamoré de la Asociación Beniana de Fútbol.
Se consagró campeón con el Club Bolívar del Torneo Apertura en el año 2009 y con el Oriente Petrolero del Torneo Clausura en el año 2010, ambos de la Primera División de Bolivia.
Recientemente se ha vinculado una foto suya cuando este concentraba para la selección bolviana por su excéntrico parecido con Norman Osborn, papel interpretado por el reconocido actor estadounidense Willem Dafoe.

## Selección nacional
Formó parte de la selección de fútbol de Bolivia desde 2002. Ha participado con el conjunto boliviano en las Copas América de 2004, 2007 y 2011. Hasta el 10 de julio de 2011, lleva disputados 28 partidos con la selección y un gol a favor.

### Participaciones en Copa América
| Copa              | Sede      | Resultado    | Partidos | Goles |
| ----------------- | --------- | ------------ | -------- | ----- |
| Copa América 2004 | Perú      | Primera fase | 0        | 0     |
| Copa América 2007 | Venezuela | Primera fase | 3        | 0     |
| Copa América 2011 | Argentina | Primera fase | 0        | 0     |

## Clubes
| Club                     | País    | Año           |
| ------------------------ | ------- | ------------- |
| Oriente Petrolero        | Bolivia | 2002-2006     |
| The Strongest            | Bolivia | 2007          |
| Oriente Petrolero        | Bolivia | 2008          |
| Bolívar                  | Bolivia | 2009          |
| Hapoel Tel Aviv          | Israel  | 2010          |
| Oriente Petrolero        | Bolivia | 2010-2014     |
| Jorge Wilstermann        | Bolivia | 2014-2015     |
| San José                 | Bolivia | 2015-2016     |
| Universitario de Sucre   | Bolivia | 2016          |
| C. A. Nacional Potosí    | Bolivia | 2017-2018     |
| SUR-CAR                  | Bolivia | 2018          |
| Stormers San Lorenzo     | Bolivia | 2019          |
| C. A. N. Rosario Central | Bolivia | 2020          |
| Libertad Gran Mamoré     | Bolivia | 2021-presente |

## Palmarés

### Títulos nacionales
| Título           | Club              | País    | Año           |
| ---------------- | ----------------- | ------- | ------------- |
| Primera División | Bolívar           | Bolivia | Apertura 2009 |
| Primera División | Oriente Petrolero | Bolivia | Clausura 2010 |